# 長滝村 (岐阜県郡上郡)
長滝村（ながたきむら）は、かつて岐阜県郡上郡に存在した村である。
現在の郡上市白鳥町長滝に該当する。

## 歴史
- 1889年（明治22年）7月1日 - 町村制により長滝村が発足。
- 1897年（明治30年）4月1日 - 前谷村、歩岐島村、二日町村、向小駄良村と合併し、北濃村が発足。同日長滝村は廃止。

## 神社・仏閣
- 長瀧寺
- 長滝白山神社